# 拉斯穆斯·克亞爾
拉斯穆斯·克亞爾（丹麥語：Rasmus Kjær，1998年10月4日—），丹麥男子羽毛球運動員。

## 簡歷
2016年11月，拉斯穆斯·克亞爾與葉普·貝伊合作出戰芬蘭羽毛球國際賽男子雙打項目，在決賽中以3-0的成績（11-8、11-2、11-4）擊敗了波蘭選手卢卡斯·莫伦/沃伊切赫·苏库德拉尔塞克組合，奪得個人生涯中首個國際賽冠軍。

## 主要比賽成績
只列出曾進入準決賽的國際賽事成績：
| 年份   | 賽事                       | 公開賽級別 | 項目     | 拍檔            | 成績   |
| ------ | -------------------------- | ---------- | -------- | --------------- | ------ |
| 2016年 | 芬蘭羽毛球國際賽           | 國際系列賽 | 男子雙打 | 葉普·貝伊       | 冠軍   |
| 2017年 | 歐洲青年羽毛球錦標賽       | 其他       | 混合團體 | －              | 季軍   |
| 2017年 | 斯洛文尼亞羽毛球國際賽     | 國際系列賽 | 男子雙打 | 葉普·貝伊       | 亞軍   |
| 2017年 | 保加利亞羽毛球公開賽       | 國際系列賽 | 男子雙打 | 葉普·貝伊       | 亞軍   |
| 2018年 | 斯洛文尼亞羽毛球國際賽     | 國際系列賽 | 男子雙打 | 葉普·貝伊       | 冠軍   |
| 2019年 | 奧地利羽毛球公開賽         | 國際挑戰賽 | 男子雙打 | 乔尔·叶佩       | 亞軍   |
| 2019年 | 西班牙羽毛球國際賽         | 國際挑戰賽 | 男子雙打 | 乔尔·叶佩       | 亞軍   |
| 2020年 | 丹麥羽毛球公開賽           | 超級750賽  | 男子雙打 | 喬爾·葉佩       | 準決賽 |
| 2022年 | 波蘭羽毛球公開賽           | 國際挑戰賽 | 男子雙打 | 弗雷德里克·瑟高 | 冠軍   |
| 2022年 | 荷蘭羽毛球國際賽           | 國際系列賽 | 男子雙打 | 弗雷德里克·瑟高 | 冠軍   |
| 2022年 | 湯姆斯盃                   | 其他       | 男子團體 | －              | 季軍   |
| 2022年 | 愛爾蘭羽毛球公開賽         | 國際挑戰賽 | 男子雙打 | 弗雷德里克·瑟高 | 亞軍   |
| 2022年 | 威爾斯羽毛球國際賽         | 國際挑戰賽 | 男子雙打 | 弗雷德里克·瑟高 | 冠軍   |
| 2022年 | 加拿大羽毛球國際挑戰賽     | 國際挑戰賽 | 男子雙打 | 弗雷德里克·瑟高 | 冠軍   |
| 2023年 | 歐洲羽毛球混合團體錦標賽   | 其他       | 混合團體 | －              | 冠軍   |
| 2023年 | 丹麥羽毛球大師賽           | 國際挑戰賽 | 男子雙打 | 弗雷德里克·瑟高 | 冠軍   |
| 2023年 | 加拿大羽毛球公開賽         | 超級500賽  | 男子雙打 | 弗雷德里克·瑟高 | 亞軍   |
| 2023年 | 北極羽毛球公開賽           | 超級500賽  | 男子雙打 | 弗雷德里克·瑟高 | 準決賽 |
| 2023年 | 賽義德·莫迪羽毛球國際賽    | 超級300賽  | 男子雙打 | 弗雷德里克·瑟高 | 準決賽 |
| 2024年 | 歐洲羽毛球男女子團體錦標賽 | 其他       | 男子團體 | －              | 冠軍   |
| 2024年 | 德國羽毛球公開賽           | 超級300賽  | 男子雙打 | 弗雷德里克·瑟高 | 準決賽 |
| 2024年 | 歐洲羽毛球錦標賽           | 其他       | 男子雙打 | 弗雷德里克·瑟高 | 季軍   |
| 2024年 | 加拿大羽毛球公開賽         | 超級500賽  | 男子雙打 | 弗雷德里克·瑟高 | 準決賽 |
| 2025年 | 歐洲羽毛球混合團體錦標賽   | 其他       | 混合團體 | －              | 冠軍   |
| 2025年 | 歐洲羽毛球錦標賽           | 其他       | 男子雙打 | 弗雷德里克·瑟高 | 季軍   |

| 2007-2017年 | 首要超級賽 | 超級賽 | 黃金大獎賽 | 大獎賽 | 國際挑戰賽 | 國際系列賽 | 未來系列賽 | 其他 |

| 2018-2026年 | 總決賽 | 超級1000賽 | 超級750賽 | 超級500賽 | 超級300賽 | 超級100賽 | 國際挑戰賽 | 國際系列賽 | 未來系列賽 | 其他 |

### 奧運會和世錦賽參賽紀錄
|          | 搭檔      | 2021 |
| -------- | --------- | ---- |
| 男子雙打 | 乔尔·叶佩 | 32強 |